# Orientus
Orientus is een geslacht van cicaden uit de familie van de dwergcicaden (Cicadellidae). De wetenschappelijke naam van dit geslacht is voor het eerst voorgesteld door Dwight Moore DeLong in een publicatie uit 1938.

## Soorten
- Orientus amurensis Guglielmino, 2005
- Orientus ishidae (Matsumura, 1902)